# Peter Struhár
Peter Struhár (* 17. ledna 1984 v Bratislavě) je slovenský fotbalový obránce, od července 2014 působící v DAC 1904 Dunajská Streda.

## Klubová kariéra
Svoji fotbalovou kariéru začal v ZŤS Martin, odkud ještě jako dorostenec zamířil nejprve do Pumpy Hranice na Moravě a poté do Turčianských Štiavniček. V roce 2005 přestoupil do Slovanu Bratislava. Před jarní částí ročníku 2008/09 odešel na hostování do Petržalky. V létě 2009 zamířil na své první zahraniční angažmá na Slovácko. Na jaře 2010 nastupoval za Nyíregyházu Spartacus FC a poté hrál pů rok za Dunajskou Stredu. V únoru 2012 podepsal kontrakt s Kapfenbergerem. V průběhu sezony 2012/13 zamířil do Nitry. V létě 2013 odešel do maďarského Lombardu-Pápa. V červenci 2014 se vrátil do Dunajské Stredy, kde se sešel s Ottou Szabó, s nimž působil v Lombardu.